# Jorge Romero Herrera
Jorge Romero Herrera (Ciudad de México, 3 de enero de 1979) es un político mexicano, actual dirigente nacional del Partido Acción Nacional desde el 19 de noviembre de 2024.

## Vida personal
Vecino de la alcaldía Benito Juárez, ha desarrollado allí gran parte de su vida comunitaria y política. Está casado con Sandra García Bada González desde 2013.

## Formación académica
Estudió Derecho en la Escuela Libre de Derecho entre 1997 y 2007, titulándose en 2014.

## Trayectoria política
Su vida política comenzó a los 16 años, al ingresar al PAN. Ha sido miembro del Comité Directivo Regional de la Ciudad de México en dos ocasiones. En 2001 fue elegido secretario de Acción Juvenil del Distrito Federal, cargo que desempeñó hasta 2003.
Desde sus inicios en Acción Juvenil buscó fortalecer la voz de los jóvenes dentro del partido, impulsando su capacitación y crecimiento, lo que contribuyó a consolidar una generación con presencia en órganos directivos y legislativos del PAN.
Durante el periodo 2004–2007 fungió como consejero regional y desde 2010 es consejero nacional, integrándose también a la Comisión Permanente del CEN.
En la administración de Mario Palacios Acosta (2009–2012) se desempeñó como coordinador de Gabinete y Proyectos Especiales en Benito Juárez.  
En 2012 obtuvo la candidatura a jefe delegacional de Benito Juárez, resultando electo con el mayor número de votos en el proceso electoral. Durante su gestión (2012–2015) implementó programas de seguridad comunitaria, digitalización de trámites y fomento de la participación ciudadana.  
Al concluir su encargo, en 2015 fue designado como diputado local en la VII Legislatura de la Asamblea Legislativa del Distrito Federal, donde coordinó al Grupo Parlamentario del PAN y ocupó la vicepresidencia de la Comisión de Gobierno.
En 2018 pasó a la política federal al ser electo diputado por representación proporcional en la LXIV Legislatura del Congreso de la Unión, donde fue vicecoordinador del Grupo Parlamentario del PAN. En la LXV Legislatura (2021–2024) fue presidente de la Junta de Coordinación Política (JUCOPO) y coordinador de los diputados panistas. En 2024 fue designado nuevamente en la lista plurinominal para la LXVI Legislatura.

## Cargos públicos
- Diputado local:
  - IV Legislatura ALDF (2006–2009).
  - VII Legislatura ALDF (2015–2018): coordinador del Grupo Parlamentario del PAN y vicepresidente de la Comisión de Gobierno.[7]

- Jefe delegacional de Benito Juárez (2012–2015): implementó políticas de seguridad comunitaria, digitalización de trámites y fomento de la participación ciudadana.[8]

- Diputado federal:
  - LXIV Legislatura (2018–2021): vicecoordinador del Grupo Parlamentario del PAN.
  - LXV Legislatura (2021–2024): presidente de la Junta de Coordinación Política (JUCOPO).
  - LXVI Legislatura (2024–2027): electo por representación proporcional por la 4.ª circunscripción.[9]

## Cargos partidistas
- Consejero regional del PAN (2001–2007).
- Consejero nacional del PAN (desde 2010).
- Miembro de la Comisión Permanente Nacional y de la Comisión Permanente Regional en diversos periodos.[5]

## Dirigencia nacional del PAN
El 19 de noviembre de 2024 fue electo presidente nacional del PAN, con apoyo mayoritario de la militancia. Su proyecto político busca fortalecer la unidad interna, promover la democracia participativa y preparar al partido para los comicios de 2027.

## Actividad pública
Ha escrito de forma recurrente en medios como El Heraldo de México, El Universal y La Crónica de Hoy, abordando temas de política, ciudadanía y reformas institucionales.